# Witbruine ridderzwam
De witbruine ridderzwam (Tricholoma albobrunneum) is een schimmel behorend tot de familie Tricholomataceae. Hij leeft in mycorrhiza met dennen (Pinus) of zelden met sparren (Picea). Hij komt voor in gemengde en naaldbossen op matig vochtige tot droge, zandige of lemige, zeer voedselarme en humusarme bodem.

## Kenmerken
Hoed
De hoed heeft een diameter van 4 tot 10 cm. De vorm is aanvankelijk klokvormig en gebogen aan de hoedrand. De kleur is kastanjebruin tot roestbruin, korrelig aan de bovenkant. De hoedhuid is vochtig, plakkerig en vettig.
Lamellen
De lamellen staan dicht bij elkaar en zijn bochtig ingesneden aan de steel. De kleur is wit als ze jong zijn, meestal roestig gevlekt op oudere leeftijd. Na het kneuzen worden ze roodbruin.
Steel
De steel heeft een lengte van 5 tot 7 cm lang en een dikte van 1 tot 2 cm. De vorm is cilindrisch. Het kleur is lichtbruin. De ringvormige zone onder de hoed is lichter, maar moeilijk zichtbaar.
Geur en smaak
Het vlees is wit en wordt na het kneuzen langzaam rood. Het ruikt naar meel en heeft een aanvankelijk milde, bittere smaak als hij rijp is. Het is een giftige paddenstoel. Het veroorzaakt spijsverteringsstoornissen, gepaard gaand met misselijkheid en braken, die de volgende dag overgaan.
Sporen
De sporen zijn wit, inamyloïde, bol-eivormig, glad, kleurloos, zonder kiempore en meten 4–5(6) × 3–4 µm.

## Verspreiding
De gelaarsde gordijnzwam is wijdverspreid in Noord-Amerika en Europa. Het wordt ook op sommige plaatsen waargenomen in Zuid-Amerika (Uruguay), Azië (Korea en Japan), Afrika en Nieuw-Zeeland.
In Nederland komt hij in Nederland vrij algemeen voor. Hij staat op de rode lijst in de categorie 'Kwetsbaar'.